# Franz Heiderich
Franz Heiderich (* 25. Oktober 1863 in Wien; † 27. Juli 1926 in Bad Gastein) war ein österreichischer Geograph.

## Leben
Franz Heiderich studierte an der Universität Wien, wo er 1889 dissertierte. Danach war er als wissenschaftlicher Mitarbeiter beim geographisch-kartographischen Verlag Eduard Hölzel in Wien tätig. Nach Lehrtätigkeit an verschiedenen Schulen erfolgte 1905 eine Berufung als Privatdozent an die Wiener Exportakademie.
Heiderich machte sich verdient bei der Umwandlung der Wiener Exportakademie in die Hochschule für Welthandel (heute Wirtschaftsuniversität Wien). Als Wirtschaftsgeograph war er dort maßgeblich an der Errichtung eines Instituts für Wirtschaftsgeographie beteiligt. 1923/24 war er auch Rektor der Hochschule und lehrte dort bis zu seinem Tod.
Er bearbeitete Karl Andrees mehrbändige Geographie des Welthandels 1910–1920 und schrieb mehrere Länderkunden. 
Heiderich bearbeitete 1906 bis 1926 den Kozenn-Atlas (41. Auflage 1906) und die mehrbändige „österreichische Schulgeographie für Gymnasien“ (ebenfalls bei Ed. Hölzel, Wien).